# Delpuenteblatta
Delpuenteblatta – wymarły rodzaj karaczanów z nadrodziny Blattoidea i rodziny Delpuenteblattidae, obejmujący tylko jeden znany gatunek: Delpuenteblatta dangeloi. Żył w triasie.

## Taksonomia
Rodzaj i jego gatunek typowy opisane zostały po raz pierwszy w 2007 roku przez Rafaela G. Martinsa-Neto, Oscara F. Gallego i Anę M. Zavattieri. Opisu dokonano na podstawie skamieniałości pokrywy, odnalezionej w potoku nazwanym „Quebrada del Puente”, w dystrykcie Potrerillos na terenie argentyńskiej prowincji Mendoza. Pochodzi ona z należącej do Grupy Uspallata i datowanej na karnik w triasie formacji Potrerillos. Nazwa rodzajowa jest połączeniem części nazwy lokalizacji (del Puente) i innego rodzaju karaczana (Blatta). Epitet gatunkowy nadano na cześć Alejandro D’angelo, który brał udział w zbieraniu skamieniałości.
Autorzy opisu zaliczyli nowy rodzaj do nowej rodziny Delpuenteblattidae, w skład której włączyli z dozą niepewności także rodzaj Lariojablatta, obejmujący również triasowe karaczany znalezione w Argentynie.

## Morfologia
Karaczan ten miał pokrywy o długości 12 mm, szerokości 3 mm i lekko zaostrzonych wierzchołkach. Przednia żyłka radialna była nierozgałęziona, natomiast tylna żyłka radialna dzieliła się na cztery główne gałęzie, z których druga (RP2) dawała liczne rozgałęzienia wtórne. Falista żyłka medialna rozwidlała się w ⅓ długości skrzydła na przednią i tylną żyłkę medialną. Przednia żyłka medialna dawała cztery odnogi, a punkty początkowe odnóg od drugiej do czwartej były na wyrównane z punktami początkowymi odpowiednich odnóg tylnej żyłki radialnej. Czwarta odnoga przedniej żyłki medialnej osiągała krawędź skrzydła tuż nad jego wierzchołkiem. Tylna żyłka medialna dawała trzy odnogi, z których ostatnia (MP3) osiągała krawędź skrzydła tuż pod jego wierzchołkiem. Przednia żyłka kubitalna miała dwie gałęzie główne, z których pierwsza (CuA1) dawała sześć skośnych odnóg wtórnych osiągających krawędź wierzchołkową pokrywy, a druga (CuA2) dawała dwie odnogi wtórne. Charakterystyczny dla całej rodziny był znajdujący się na analnej krawędzi pokrywy w odległości ⅓ od jego wierzchołka punkt końcowy długiej i falistej tylnej żyłki kubitalnej (CuP). Pole analne zajmowało ⅓ długości i ⅔ szerokości pokrywy.

## Paleoekologia
Owad ten zasiedlał południowy zachód Gondwany. Rejony te cechowały umiarkowane temperatury i klimat o dużej zmienności sezonowej, opisywany jako megamonsunowy. Teren porastały lasy liściaste i lasy zawsze zielone twardolistne. Ich florę charakteryzowało duże bogactwo, w tym wiele gatunków z rodzaju Dicroidium. Entomofauna tego rejonu zachowała się jednak w zapisie kopalnym słabo. Z tego samego stanowiska co Potrerilloblatta znany jest jeden rodzaj chrząszcza – Delpuentesyne oraz kilka innych rodzajów karaczanów: Anablatta, Potrerilloblatta, Lariojablatta i przypuszczalnie Triassoblatta.